# 郡司明郎
郡司 明郎（ぐんじ あきお、1947年（昭和22年）5月8日 - ）は、日本のコンピュータエンジニア・経営者・実業家。アスキー元社長・会長。東京都生まれ。千葉工業大学卒業。

## 人物
大学卒業後、コンピュータ アプリケーションズ（CAC）で、コンピュータエンジニアとして勤務していたが、1976年（昭和51年）に雑誌『I/O』の創刊に参加し、翌1977年（昭和52年）には西和彦、塚本慶一郎と共に、日本におけるベンチャー企業の元祖と言われていることになる株式会社アスキー出版を設立し、コンピュータ関連の専門書籍の出版活動を開始する。
西によれば、元々は西が郡司の実家に下宿していたことが知り合うきっかけで、夜毎コンピュータ関連の話題について語り合う仲だった。そんなある日、郡司が突然CACを辞めたため、西が当時編集に関与していた雑誌『I/O』（工学社）への参加を誘ったところ、二つ返事でOKしたという。ところが『I/O』の編集方針で編集長と仲違いしたため、結局「自分たちで雑誌をやる」ということになりアスキーを設立した。
郡司は共同創立者の西や塚本よりも年上だったこともあり、出版やソフトウェアビジネスなどの個別のビジネスは両名に任せ、社長として会社全体の経営に携わり、二人を支えた。西も後に「株式会社アスキーの企業としての枠組みをつくったのは郡司さん」と語っている。1987年（昭和62年）には社長職を西に譲り、会長を務めたが、1991年（平成3年）、経営方針を巡る対立から塚本と一緒にアスキーを去った。
アスキーを去った後、塚本と共同出資しインプレスを設立する。1999年よりインプレスホールディングス監査役となったが、2013年に退任している。